# 第23次長期滞在
第23次長期滞在（だい23じちょうきたいざい、Expedition 23）は、国際宇宙ステーションへの23回目の長期滞在である。

## 乗組員
| 職務                | 第1期 (2010年3月-4月)                   | 第2期 (2010年4月-5月)                            |
| ------------------- | --------------------------------------- | ------------------------------------------------ |
| 船長                | オレッグ・コトフ, RSA （2度目の飛行）   | オレッグ・コトフ, RSA （2度目の飛行）            |
| フライトエンジニア1 | 野口聡一, JAXA （2度目の飛行）          | 野口聡一, JAXA （2度目の飛行）                   |
| フライトエンジニア2 | ティモシー・クリーマー, NASA （初飛行） | ティモシー・クリーマー, NASA （初飛行）          |
| フライトエンジニア3 |                                         | アレクサンドル・スクボルソフ, RSA （初飛行）     |
| フライトエンジニア4 |                                         | ミハイル・コルニエンコ, RSA （初飛行）           |
| フライトエンジニア5 |                                         | トレイシー・コールドウェル, NASA （2度目の飛行） |

### バックアップ
- ダグラス・ウィーロック　船長
- アントン・シカレロフ
- 古川聡
- ミハイル・チューリン
- アレクサンドル・サモクチアエフ
- スコット・ケリー